# Dobričić
La dobričić es una antigua uva tinta de vino de la isla de Šolta de la costa dálmata de Croacia. Aunque la dobričić se sigue cultivando en algunas áreas, muchos viñedos fueron abandonados tras la II Guerra Mundial.

## Ancestros

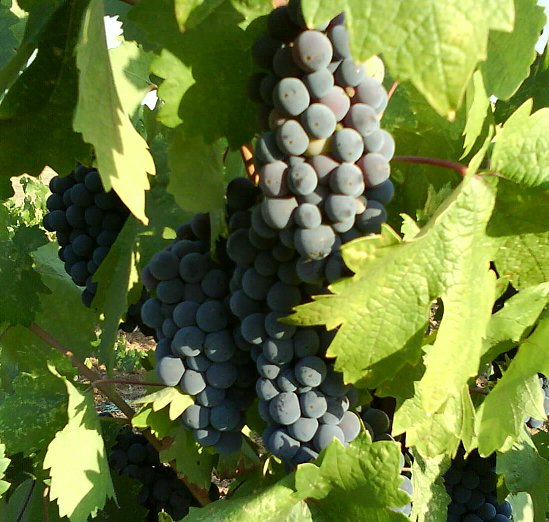
Racimos de zinfandel.

Uno de sus padres es la uva tinta de vino plavac mali. La otra uva de la que desciende es la zinfandel, una variedad de uva conocida también como crljenak kaštelanski en Croacia, de donde proviene.

## Agricultura
Históricamente, la zinfandel ha sido muy propensa al moho y muy sensible al calor, pero del cruce con la plavac mali salió una uva que no tenía estos atributos negativos y era perfecta para la región.